# Severiano Daniel Pavón Bastiani
Severiano Daniel Pavón Bastiani (La Escondida, Chaco, 21 de febrer de 1955) és un antic futbolista argentí de les dècades de 1970 i 1980. Començà jugant a Almirante Brown i CA Platense, passant el 1977 a Boca Juniors. La temporada 1978-79, Boca cedí el jugador al RCD Espanyol. Durant aquesta temporada, a més de Pavón, el club comptava amb Ricardo Muruzábal i Paco Flores a la posició de davanter centre, i el tècnic José Antonio Irulegui decidí comptar amb Flores i Pavón a parts iguals, amb 21 partits disputats cadascun. No obstant, acabada la temporada abandonà l'entitat. La següent temporada tornà al futbol espanyol per jugar a l'AD Almería, que aquella temporada jugava a primera divisió. A partir de 1980, retornà a l'Argentina per jugar a clubs com Quilmes AC, Racing Club de Avellaneda o Tigre. També jugà breument a l'Equador, a la Liga Deportiva Universitaria de Quito, i al Paraguai, al Cerro Porteño.